# Рокітниця (Любуське воєводство)
Рокітниця (пол. Rokitnica, нім. Schönfeld) — село в Польщі, у гміні Скомпе Свебодзінського повіту Любуського воєводства.
Населення — 253 особи (2011).
У 1975-1998 роках село належало до Зеленогурського воєводства.

## Демографія
Демографічна структура станом на 31 березня 2011 року:
|          | Загалом | Допрацездатний вік | Працездатний вік | Постпрацездатний вік |
| -------- | ------- | ------------------ | ---------------- | -------------------- |
| Чоловіки | 132     | 27                 | 93               | 12                   |
| Жінки    | 121     | 22                 | 71               | 28                   |
| Разом    | 253     | 49                 | 164              | 40                   |